# Metoda Dobosiewicz
Metoda Dobosiewicz – metoda rehabilitacji opracowana przez prof. dr hab. n. med. Krystynę Dobosiewicz i stosowana w leczeniu skoliozy.

## Cele i założenia metody
Metoda Dobosiewicz ma na celu uruchomienie żeber po wklęsłej stronie skrzywienia i mobilizację poszczególnych segmentów ruchowych kręgosłupa, zahamowanie rotacji kręgów poprzez zwiększenie kifozy piersiowej, uzyskanie wyrównania się czynności bioelektrycznej mięśni strony wklęsłej i wypukłej w pozycji skorygowanej oraz utrwalenie uzyskanej korekcji w pozycji pionowej i podczas chodu. Według prof. Dobosiewicz czynnikami dominującymi w progresywnych skoliozach są rotacja i lordoza odcinka piersiowego i aby zahamować progresję należy skoncentrować się na tych deformacjach. Jeśli rotacja kręgosłupa nie zostanie zahamowana, każde symetryczne napięcie mięśni spowoduje powiększenie lordozy. Dlatego też w leczeniu skoliozy nie należy stosować ćwiczeń symetrycznych mięśni grzbietu. Ćwiczenia takie zwiększają lordozę lędźwiową, zmniejszając kifozę piersiową i w rezultacie następuje pogłębienie rotacji kręgów i powiększenie skrzywienia. Ćwiczenia symetryczne uzasadnione są tylko w przypadkach przygotowania pacjenta do zabiegu operacyjnego w celu rozciągnięcia czynnych i biernych struktur kręgosłupa oraz po zabiegu operacyjnym.

## Opis ćwiczeń

Schemat ćwiczeń

- Pierwszy rodzaj ćwiczeń prowadzony jest w trzech symetrycznych pozycjach wyjściowych w klęku podpartym i polega na mobilizacji klatki piersiowej i kręgosłupa poprzez asymetryczne oddychanie. Wdech jest wykorzystywany do rozciągania struktur po wklęsłej stronie skrzywienia, a wydech do derotacji strony wypukłej z równoczesnym izometrycznym napięciem mięśni w pozycji skorygowanej.
  - Pozycja pierwsza – wymaga ustawienia kończyn górnych i dolnych pod kątem prostym w stosunku do tułowia i mobilizuje głównie odcinek szyjny i górny piersiowy kręgosłupa oraz klatkę piersiową.
  - Pozycja druga – wymaga ustawienia kończyn górnych pod kątem rozwartym, a dolnych pod kątem prostym i mobilizuje głównie klatkę piersiową oraz odcinek środkowy i dolny kręgosłupa piersiowego.
  - Pozycja trzecia – wymaga ustawienia kończyn górnych w oparciu na przedramionach i pod kątem ostrym, a kończyn dolnych pod kątem prostym i mobilizuje głównie odcinek lędźwiowy kręgosłupa.
- Drugi rodzaj ćwiczeń koryguje skrzywienie poprzez asymetryczne oddychanie w pozycji siadu ugiętego. Pozycja wyjściowa dobierana jest indywidualnie na podstawie wielkości krzywizn kręgosłupa w płaszczyźnie strzałkowej. W przypadku pleców płaskich należy maksymalnie kifotyzować kręgosłup. W tym rodzaju ćwiczeń wykorzystuje się przybory i urządzenia (laski gimnastyczne, szczeble drabinki), które umożliwiają symetryczną stabilizację obręczy barkowej. Poprzez asymetryczny wdech rozciąga się stronę wklęsłą skrzywienia, a asymetryczny wydech przesuwa do przodu stronę wypukłą skrzywienia bez zmiany kifozy kręgosłupa i prowadzi do wyrównania się obu powierzchni grzbietu. Podczas ćwiczeń rejestruje się potencjały jednostek ruchowych mięśni przykręgowych po obu stronach kręgosłupa i za wynik pozytywny uznaje się wyrównanie czynności bioelektrycznej tych mięśni po obu stronach podczas maksymalnego skurczu izometrycznego w fazie wydechu.